# Legnano (stacja kolejowa)
Legnano (wł. Stazione di Legnano) – stacja kolejowa w Legnano, w regionie Lombardia, we Włoszech. Znajdują się tu 2 perony.

## Historia
Otwarcie stacji miało miejsce w 1860, wraz z budową linii Rho-Gallarate.
W 1906 roku wraz z otwarciem tunelu Simplon, linia stała się częścią ważnej międzynarodowej trasy z Mediolanu do Szwajcarii.
W latach dziewięćdziesiątych, został otwarty parking. Został zbudowany nowy wiadukt dla pieszych i rowerów.